# Deane Kincaide
Deane Kincaide (* 18. März 1911 in Houston, Texas; † 14. August 1992 in St. Cloud, Florida) war ein US-amerikanischer Jazz-Saxophonist (Alt, Tenor, Bariton), Klarinettist, Arrangeur und Komponist des Swing und Dixieland.
Kincaide wuchs in Decatur (Illinois) auf. Er lernte eine Reihe von Instrumenten wie Klavier und Posaune und konzentrierte sich dann auf das Tenorsaxophon. Er spielte lokal in Illinois (bei Byron Hart), 1932 bei Wingy Manone, 1933 bis 1935 bei Ben Pollack in Chicago und danach mit ehemaligen Mitgliedern der Pollack-Band 1936 bis 1939 bei Bob Crosby, wo er auch der Hauptarrangeur war. 1937 war er bei Woody Herman, für den er auch arrangierte, spielte wieder bei Crosby und Manone und war von März 1938 bis Januar 1940 bei Tommy Dorsey, für den er dessen großen Hit Boogie Woogie von Pinetop Smith arrangierte und Hawaiian War Chant. Er war kurz bei Glen Miller und dann 1942 bis 1945 in der US Navy, in der er auf der Franklin im Orchester von Saxie Dowell spielte. Danach arrangierte er schwerpunktmäßig, insbesondere für das Dixieland-Revival (wie Royal Garden Blues 1936 bei Crosby), spielte 1946 bis 1950 und 1956 in der Band von Ray McKinley, 1958 bei Benny Goodman auf der Weltausstellung in Brüssel, tourte Anfang der 1960er Jahre mit Yank Lawson und war 1963 bis 1965 in der Band der Tonight Show. 1981 ging er in den Ruhestand. Er starb an den Folgen eines zwei Jahre zuvor erlittenen Schlaganfalls.
Er nahm unter eigenem Namen auf und unter anderem mit Ben Pollack, Benny Goodman (für den er auch Bugle Call Rag arrangierte), Bob Crosby, Lionel Hampton, Woody Herman, Tommy Dorsey, Bobby Hackett, Ray McKinley, Wild Bill Davison und Muggsy Spanier. Tom Lord listet in seiner Jazz Diskographie 292 Aufnahmen von 1933 bis 1971.
Er spielt in dem Film Ben Pollack and his Orchestra von 1934 (wie auch Jack Teagarden).

## Lexikalischer Eintrag
- Carlo Bohländer, Karl Heinz Holler, Christian Pfarr: Reclams Jazzführer. 3., neubearbeitete und erweiterte Auflage. Reclam, Stuttgart 1989, ISBN 3-15-010355-X.